# Wetgevende macht in België
De wetgevende macht in België wordt op federaal niveau gezamenlijk uitgeoefend door de Koning, de Kamer van volksvertegenwoordigers en de Senaat (art. 36 van de Grondwet). Daarnaast zijn er gemeenschaps- en gewestparlementen.
Dit artikel geeft een overzicht van de verschillende parlementaire vergaderingen in België, en het aantal verkozen mandatarissen dat deze vergaderingen bevolkt.

## Zes parlementaire vergaderingen
België telt momenteel zes verschillende parlementaire vergaderingen, behept met wetgevende macht. Dit zijn:
- de Wetgevende Kamers zijn het Federaal Parlement van België en bestaan uit: 
  - de Kamer van volksvertegenwoordigers (150)
  - de Senaat (60 leden: 50 deelstaatsenatoren + 10 gecoöpteerde senatoren)
- het Vlaams Parlement voor het Vlaams Gewest en de Vlaamse Gemeenschap (118 + 6 = 124 zetels, waarvan 10 zetels de iure zetelen in een ander orgaan)
- het Waals Parlement voor het Waals Gewest (75 zetels)
- het Brussels Hoofdstedelijk Parlement voor het Brussels Hoofdstedelijk Gewest (89 zetels, waarvan 19 en 6 zetels de iure zetelen in een ander orgaan)
- de Franse Gemeenschapsraad voor de Franstalige Gemeenschap (75 + 19 = 94 zetels, waarvan 10 zetels de iure zetelen in een ander orgaan)
- het Parlement van de Duitstalige Gemeenschap voor de Duitstalige Gemeenschap (25 zetels, waarvan 1 zetel de iure zetelt in een ander orgaan)

## 617 parlementaire mandaten
Samen tellen deze organen 150 + 60 + 124 + 75 + 89 + 94 + 25 = 617 wetgevende mandaten. Hiervan zijn:
- rechtstreeks verkozen : 150 + 10 + 118 + 75 + 89 + 75 + 25 = 542 mandaten
- onrechtstreeks verkozen : 20 + 50 mandaten
- door de wet benoemd : 3 mandaten